# Pena di morte in eSwatini
La pena di morte in eSwatini è prevista per alcuni crimini. Nonostante la sua legalità, non sono state eseguite esecuzioni dal 1983. Pertanto, eSwatini è classificato come "abolizionista nella pratica".
Nel 2021 non sono state registrate nuove condanne a morte. Si sapeva che una persona era nel braccio della morte in eSwatini alla fine del 2021.

## Legge sulla pena di morte
L'unico metodo di esecuzione ufficiale dell'eSwatini è l'impiccagione, un metodo adottato da quasi tutte le ex colonie e protettorati britannici.
L'eSwatini non è firmatario del Patto internazionale sui diritti civili e politici; allo stesso modo, non è parte del Secondo protocollo opzionale all'ICCPR, che riguarda specificamente l'abolizione della pena di morte. L'eSwatini ha votato contro la moratoria delle Nazioni Unite sulla pena di morte proposta nel 2010.
La pena di morte non è una punizione obbligatoria per nessun crimine in eSwatini. Secondo la legge di eSwatini, il re presiede i rami giudiziario, esecutivo e legislativo del governo. Il re mantiene l'autorità finale su quando avranno luogo le esecuzioni.
L'attuale re di eSwatini, Mswati III, è stato ufficialmente incoronato nel 1986 e non ha permesso alcuna esecuzione sotto il suo governo.

## Esecuzioni più recenti
Tra l'indipendenza dell'eSwatini dal Regno Unito nel 1968 e la sua esecuzione più recente nel 1983, il paese ha effettuato 34 esecuzioni.
Le esecuzioni più recenti in eSwatini si sono verificate il 2 luglio 1983, quando otto persone, sette uomini e una donna, sono stati impiccati nella capitale, Mbabane, per vari crimini. La donna era una ristoratrice di 48 anni di nome Phillipa Mdluli, che ha assassinato la figlia di 2 anni di un suo dipendente e ha usato le sue parti del corpo in una perversione del muti, una pratica di medicina naturale tradizionale nell'Africa meridionale. Le autorità non hanno fornito dettagli sui crimini che hanno portato alle altre sette esecuzioni quel giorno. I funzionari di eSwatini hanno arruolato in aiuto un boia dal Sudafrica per eseguire le esecuzioni.

## Sviluppi recenti
Nel marzo 1998, l'allevatore di bovini Daniel Mbhundlana Dlamini fu condannato a morte per l'omicidio rituale di un bambino di 9 anni. Si prevedeva che sarebbe stato giustiziato entro la fine dell'anno, ma i funzionari non riuscirono a trovare nessuno che eseguisse l'esecuzione; il ministro della Giustizia dell'eSwatini Maweni Simelane annunciò ai media che i funzionari avevano bisogno di un "boia... che abbia le carte in regola" per eseguire le esecuzioni dei restanti condannati a morte dell'eSwatini, chiarendo: "Devo indicare che le donne sono benvenute. Pertanto consiglio loro di tentare la fortuna". Si dice che Simelane abbia ricevuto richieste da candidati in diversi paesi dell'Africa meridionale.
Nel 2000, cinque uomini furono condannati a morte per impiccagione. Avevano partecipato al duplice omicidio di un pastore e di sua moglie dopo averli accusati di stregoneria.
Il 1° aprile 2011, David Thabo Simelane, un serial killer responsabile di 28-45 omicidi di donne e bambini, è stato condannato a morte nove giorni dopo che una giuria lo aveva dichiarato colpevole. Le autorità ritenevano che Simelane avesse iniziato ad uccidere persone negli anni '90 e avesse continuato fino al 25 aprile 2001, quando una soffiata portò la polizia ad arrestarlo. Trascorsero nove anni tra il suo arresto e la sua condanna a morte.
In quanto nazione che non ha eseguito condanne a morte negli ultimi 10 anni, Amnesty International considera l'eSwatini un paese abolizionista de facto, o "abolizionista nella pratica".